# Siikjärvi
Siikjärvi är en sjö i Finland. Den ligger i Sommarnäs i Somero stad i landskapet Egentliga Finland, i den södra delen av landet, 80 km nordväst om huvudstaden Helsingfors. Siikjärvi ligger 106 meter över havet. Arean är 48,3 hektar och strandlinjen är 3,31 kilometer lång. Sjön  ingår i Pemar å huvudavrinningsområde.   I omgivningarna runt Siikjärvi växer i huvudsak blandskog. Den sträcker sig 0,8 kilometer i nord-sydlig riktning, och 1,1 kilometer i öst-västlig riktning.